# Uromyces ficariae
Uromyces ficariae (Schumach.) Lév. – gatunek grzybów z rodziny rdzowatych (Pucciniaceae). Pasożyt ziarnopłonu wiosennego.

## Systematyka i nazewnictwo
Pozycja w klasyfikacji według Index Fungorum: Uromyces, Pucciniaceae, Pucciniales, Incertae sedis, Pucciniomycetes, Pucciniomycotina, Basidiomycota, Fungi.
Po raz pierwszy opisał go w 1803 r. Heinrich Christian Friedrich Schumacher nadając mu nazwę Uredo ficariae. Obecną, uznaną przez Index Fungorum nazwę nadał mu Joseph-Henri Léveillé w 1860 r.
Synonimy:
- Aecidium ficariae (Schumach.) Sacc. 1884
- Coeomurus ficariae (Schumach.) Gray 1821
- Uredo ficariae Schumach. 1803[3].

## Charakterystyka
Rdza jednodomowa – cały jej cykl życiowy odbywa się na jednym żywicielu. Rdza mikrocykliczna, wytwarzająca tylko uredinia i telia. Monofag, którego jedynym żywicielem jest ziarnopłon wiosenny (Ficaria verna).
Uredinia niezróżnicowane. Urediniospory 21–26 (–29) x 19–23 µm, szeroko elipsoidalne do jajowatych, o ściankach grubości 1,5–2 µm, szkliste do bladożółtych, kolczaste (czasem niepozornie), z 2–3 słabo zaznaczonymi porami rostkowymi. Telia o średnicy 0,5–1 mm, zwykle na dolnej stronie liści, także na ogonkach w podłużnych gronach, czekoladowobrązowe. Teliospory 24–34 (–40) x (13–) 17–21 µm, o bardzo nieregularnym kształcie, często kanciaste, na wierzchołku czasami z porą rostkową, często brodawkowate, bezprzegrodowe, średniobrązowe, gładkie, ze ścianą o grubości 2–3 µm, na szklisttm trzonku o średnicy 4–5 µm.
Od marca do czerwca na obydwu stronach liści, oraz na ogonkach liściowych powstają bladożółte plamy, a w ich obrębie skupiska brązowych teliów.
W Europie jest szeroko rozprzestrzeniony. Występuje także w Armenii, Azerbejdżanie, Gruzji, Iranie.

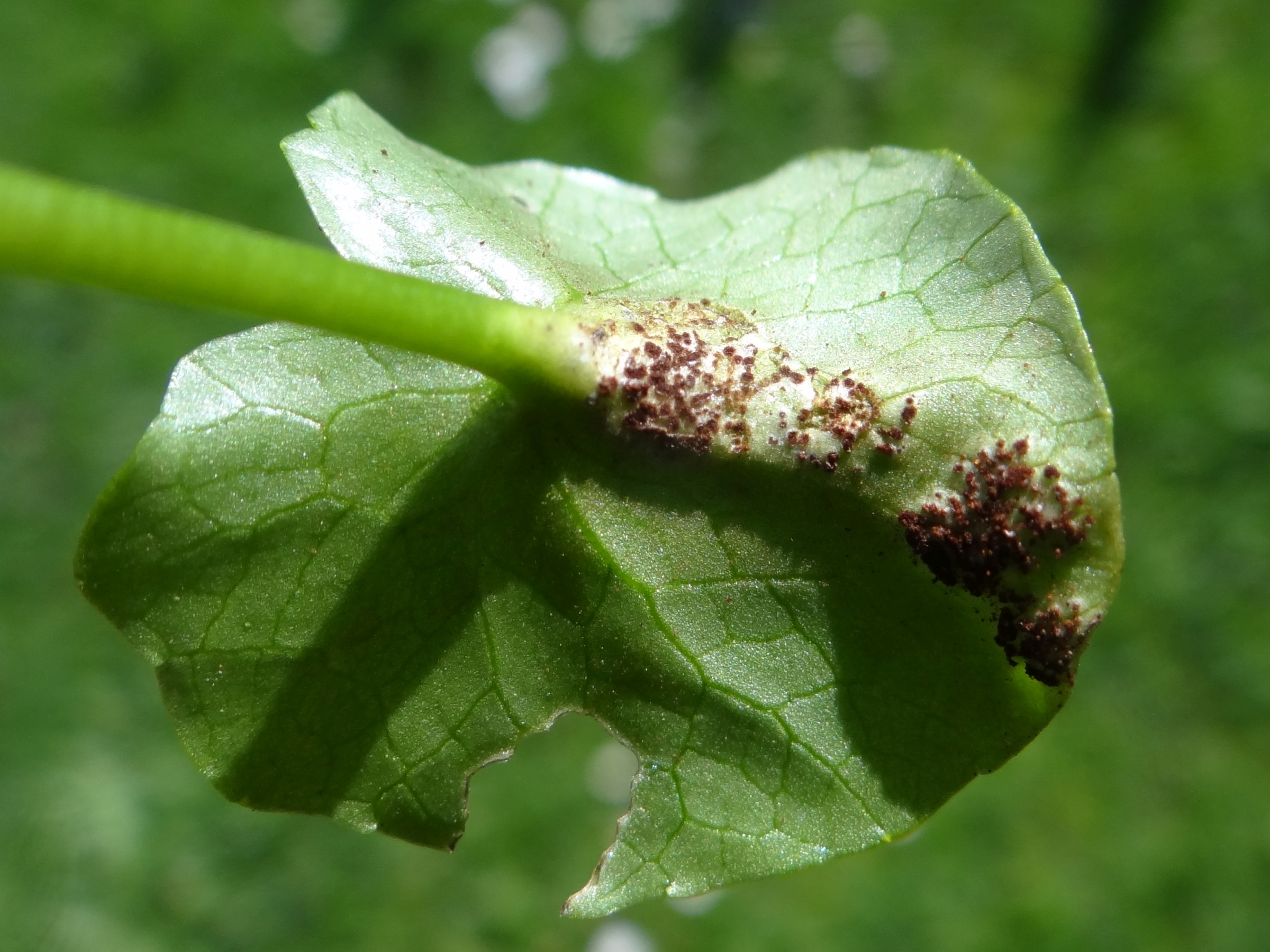
Porażony liść
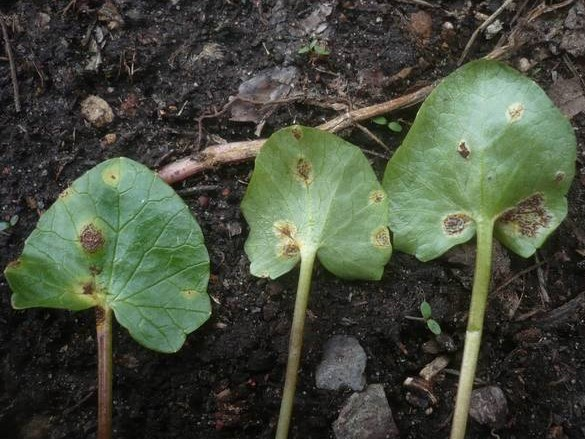
Liście z teliami
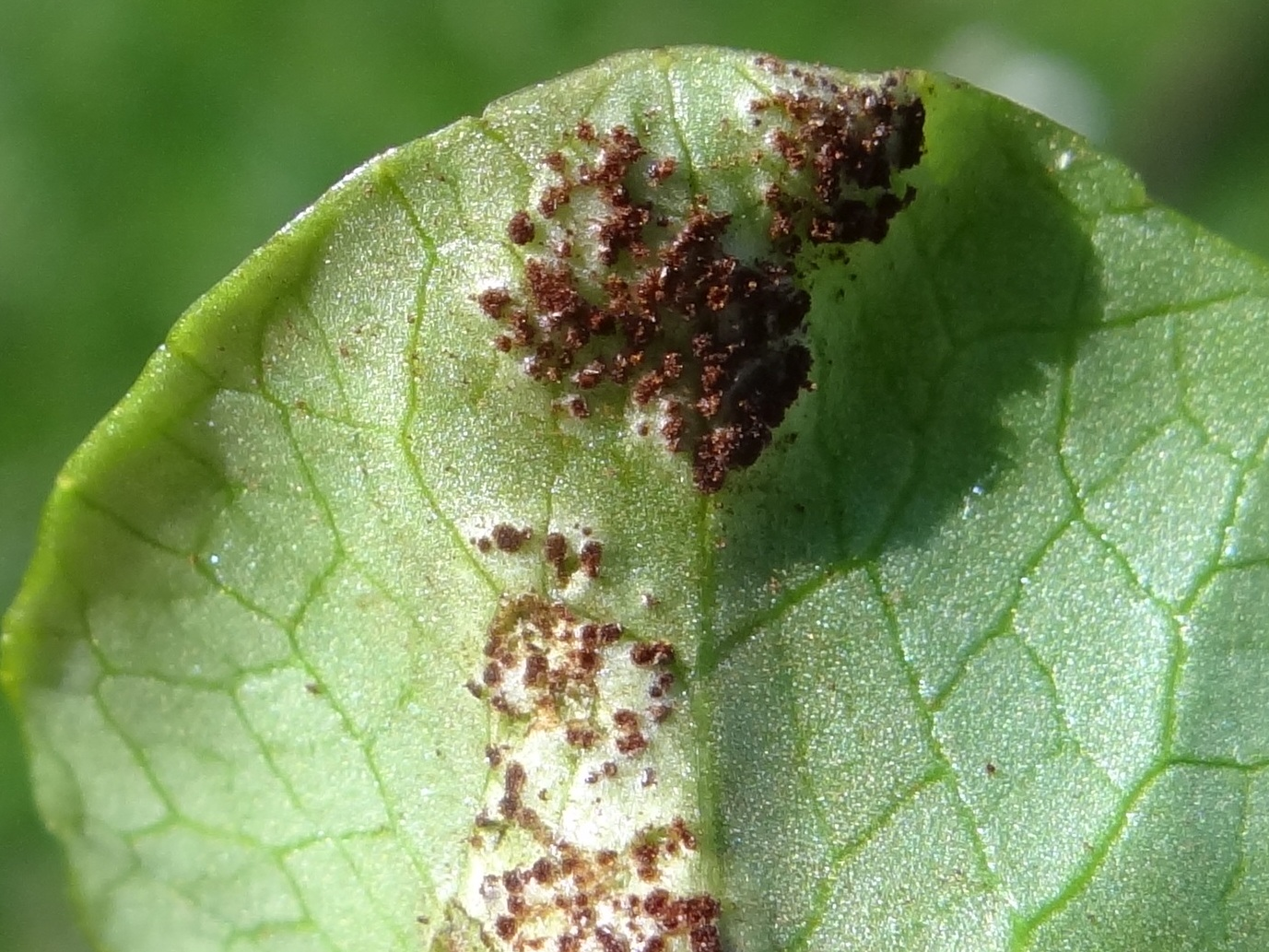
Telia